# Basic Instinct 2
Pour les articles homonymes, voir Basic Instinct (homonymie).
Série
Basic Instinct
(1992)
Pour plus de détails, voir Fiche technique et Distribution.
Basic Instinct 2 est un thriller érotique britannico-germano-hispano-américain, réalisé par Michael Caton-Jones, sorti en 2006.
Cette suite, contrairement au premier Basic Instinct, a constitué un véritable échec commercial, au box office américain comme français.

## Synopsis
La romancière américaine Catherine Tramell vit désormais à Londres. La police britannique la soupçonne du meurtre de son fiancé, le footballeur Kevin Franks. Elle décide d'envoyer le psychanalyste Michael Glass pour établir son profil psychologique. Catherine est bientôt innocentée, mais elle décide de poursuivre son analyse auprès du docteur Glass. Un jeu de séduction se crée entre eux, amenant Glass à être mêlé à une sombre affaire de meurtre.

## Fiche technique
Sauf indication contraire, les informations mentionnées dans cette section peuvent être confirmées par la base de données cinématographiques IMDb,  présente dans la section « Liens externes ».
- Titre original : Basic Instinct 2
- Réalisation : Michael Caton-Jones
- Scénario : Henry Bean et Leora Barish, d'après les personnages de Joe Eszterhas
- Musique : John Murphy
- Direction artistique : James Foster, Paul Inglis et Chris Lowe
- Décors : Norman Garwood et Maggie Gray
- Costumes : Beatrix Aruna Pasztor
- Photographie : Guyla Pados
- Son : Ed Colyer, Glen Gathard, David Tyler
- Montage : István Király et John Scott
- Production : Mario Kassar, Andrew G. Vajna, Joel B. Michaels et Aslan Nadery

Production : Dan Maag et Philip Schulz-Deyle
Productrice exécutive : Janine Modder
Coproductrice : Laura Viederman
Producteurs associés : James Middleton et Kamel Krifa
Producteurs délégués : Mark Albela, Moritz Borman, Matthias Deyle, Denise O'Dell et Volker Schauz
- Sociétés de production[2] : Metro Goldwyn Mayer (MGM), C-2 Pictures, Intermedia Films et Kanzaman, en association avec IMF Internationale Medien und Film GmbH & Co. Produktions KG et Grosvenor Park Media
- Société de distribution[2] :
  - Internationale : C-2 Pictures
  - Allemagne : Constantin Film Distribution GmbH
  - Espagne : Araba Films
  - États-Unis : Columbia Pictures
  - France : Océan Films
  - Belgique : Belga Films
  - Suisse : Ascot Elite Entertainment Group
- Budget : 70 millions de dollars[3]
- Pays d'origine :  Royaume-Uni,  Allemagne,  Espagne et  États-Unis
- Langue originale : anglais
- Format[4] : couleur (DeLuxe) - 35 mm - 2,35:1 (Panavision) (Cinémascope) - son SDDS | Dolby Digital | DTS
- Genre : thriller érotique, drame
- Durée : 114 minutes
- Dates de sortie :
  - Allemagne : 30 mars 2006
  - Royaume-Uni et Espagne : 31 mars 2006
  - États-Unis : 31 mars 2006 (version non censurée)
  - Suisse romande : 29 mars 2006
  - France : 29 mars 2006 (version censurée)
  - Belgique : 5 avril 2006
- Classification[5] :
  -  États-Unis : R – Restricted (Les enfants de moins de 17 ans doivent être accompagnés d'un adulte).
  -  France : Interdit aux moins de 12 ans (visa d'exploitation no 114763 délivré le 16 mars 2006)[6]
  -  Royaume-Uni : Interdit aux moins de 18 ans
  -  Allemagne : Interdit aux moins de 16 ans
  -  Espagne : Interdit aux moins de 18 ans

## Distribution
Légende : VF = Version Française[réf. nécessaire] et VQ = Version Québécoise
- Sharon Stone (VF : Micky Sébastian et VQ : Anne Dorval) : Catherine Tramell
- David Morrissey (VF : Guillaume Orsat et VQ : Louis-Philippe Dandenault) : Docteur Michael Glass
- Neil Maskell : le détective Ferguson
- David Thewlis (VF : Jean-François Vlérick et VQ : Jacques Lavallée) : le détective Roy Washburn
- Charlotte Rampling (VF : Elle-même et VQ : Johanne Garneau) : Docteur Milena Gardosh
- Heathcote Williams : Docteur Jakob Gerst
- Terence Harvey (VF : François Marthouret) : Henry Rose
- Hugh Dancy (VQ : Martin Watier) : Adam Towers
- Ellen Thomas : le procureur
- Indira Varma (VF : Julie Dumas) : Denise Glass
- Charlie Simpson : David Bard
- Danielle Lydon : Susan Bard
- Anne Caillon : Lacey Ward
- Iain Robertson (VQ : Antoine Durand) : Peter Ristedes
- Stan Collymore : Kevin Franks
- Kata Dobó : Magda
- Flora Montgomery (VF : Nathalie Bienaimé et VQ : Éveline Gélinas) : Michelle Broadwin
- Jan Chappell : Angela
- Adam Allfrey : un skinhead

## Production

### Une idée de longue date
L'idée de donner une suite à Basic instinct est née à la fin des années 90. Le producteur Mario F. Kassar engage alors un couple de scénaristes écrivant ensemble à New York : Henry Bean (Danny Balint et Affaires privées) et Leora Barish (Recherche Susan désespérement). Tous deux ont eu l'idée de confronter Catherine Tramell à un psychiatre.
Cependant, Basic instinct 2 a failli se faire sans la présence de Sharon Stone. En 1999, l'actrice décide de renoncer au film à la suite d'un désaccord avec les producteurs concernant son cachet. Demi Moore (star en perdition) et Ashley Judd (vedette montante) furent pressenties pour incarner Catherine Tramell. Sharon Stone, estimant avoir été lésée, poursuivit en justice les producteurs en 2001. Elle réclame alors les 14 millions de dollars de son contrat « pay or play » qui impute le versement de son salaire même si le film ne voyait pas le jour. Elle explique alors avoir refusé plusieurs offres à cause de cet engagement qui lui promettait ce salaire, ainsi qu'une participation sur les recettes. Finalement, les poursuites furent abandonnées, Mario Kassar, Andrew G. Vajna et l'actrice s'étant mis d'accord pour relancer le projet en 2004. Le film était originellement annoncé en 2000 avec une sortie en 2002.
En juin 2001, les studios MGM décidaient d'abandonner la mise en chantier de Basic instinct 2. Le studio est agacé par les désistements successifs des réalisateurs initialement intéressés par le projet dont David Cronenberg et John McTiernan. Par ailleurs, les producteurs Andrew G. Vajna et Mario Kassar rencontrent d'importantes difficultés à trouver l'acteur principal qui donnera la réplique à Tramell. Michael Douglas aurait refusé de reprendre son rôle et de nombreux noms circulent alors : Robert Downey Jr., Harrison Ford, Ewan McGregor, Jude Law et Pierce Brosnan. Kurt Russell, Bruce Greenwood et Benjamin Bratt ont tour à tour décliné l'offre. Ce sont finalement les engagements inattendus de l'actrice et du réalisateur Michael Caton-Jones qui ont permis à ce projet d'être remis en piste en 2004. Le choix de Caton-Jones et de la production se penchèrent alors pour David Morrissey afin d'incarner le Dr. Glass, médecin de renom qui allait tomber dans les bras de Catherine Tramell. Mario Kassar explique : « David avait ce côté propre, médical, irréprochable. Michael était intéressé par l'idée de le confronter à Sharon Stone. En apparence, il semble à l'opposé de toutes les choses bizarres qui se trament dans l'esprit de cette femme, mais il est de plus en plus fasciné et elle finit par l'entraîner dans ces zones sombres où le conduit la plus irrésistible des curiosités. »
Le producteur explique : « Nous avions pensé à l'origine situer le film à New York, puis nous nous sommes dit qu'il serait intéressant de placer l'intrigue dans une ville européenne, et l'histoire se déroule finalement à Londres. » La scène d'ouverture du film se déroulant dans le quartier d'affaires de Canary Wharf à Londres, devait se dérouler sur la Franklin D. Roosevelt Drive longeant l'East River à New York.

### Tournage
Le réalisateur Michael Caton-Jones souhaitait un Londres contemporain encore jamais vu sur le grand écran. Le Gherkin, un impressionnant immeuble en forme de fuseau construit au cœur de la City par l'architecte Norman Foster, fut sélectionné pour abriter le cabinet du Dr. Glass. Quant à lui, l'appartement de Catherine Tramell se trouvait dans la zone sud-ouest de Tower Bridge.
Certaines scènes ont été tournées dans des endroits hype de Soho, à Hakkasan, à l'Atlantic Bar et au Titanic Bar. Quelques prises de vues ont également été tournées au Musée d'histoire naturelle de Londres à South Kensington. Il faut noter que ce musée n'accorde que rarement des autorisations de tournage.
Afin d'éviter que le film ne soit interdit aux plus jeunes aux États-Unis, certaines scènes de sexe ont été supprimées au montage, dont une avec l'actrice française Anne Caillon, qui a dès lors disparu du film diffusé. Ces scènes sont en circulation sur le web, mais demeurent absentes de la version dite « non censurée » du DVD, qui réunit certaines scènes coupées.
Jerry Goldsmith était a priori d'accord pour revenir, après avoir composé la superbe musique du premier film. Il est mort avant, en juillet 2004.
Dans un portrait à Paris Match fait le vendredi 20 septembre 2019, Sharon Stone révèle avoir très mal vécu le tournage du film. Selon elle, le réalisateur lui faisait vivre un chantage sexuel douteux devant les autres personnes présentes sur le tournage : « Il me demandait de m'asseoir sur ses genoux chaque jour pour recevoir ses recommandations » balance-t-elle. L'homme n'hésitait pas à stopper net le tournage si l'actrice n'exécutait pas ses ordres : « Quand je ne voulais pas, il refusait de me filmer. Ça a duré des semaines » regrette-t-elle.

## Accueil

### Réception critique
Les critiques sont généralement très mauvaises, tant aux Etats-Unis qu'en Europe ou en France.
Le Boston Globe qualifie le film de « comédie accidentelle de l'année ». La critique est encore plus acerbe pour le New York Post : « Il y a des jouets gonflables plus vivants que Sharon Stone. Ce n'est pas un thriller érotique, c'est de la taxidermie. » Et d'ajouter avec humour : « Au lieu d'être un film de serial killer, ce film est un spectateur killer. »
Les Inrockuptibles déclarent : « Fabriqué à ce point d'artificialité et de manque d'inspiration, le salace, ça lasse. » Mad Movies juge que le film est « un sale produit mercantile » et qu'il « ne s'en cache même pas ». La performance de l'actrice n'enchante pas les Cahiers du cinéma : « Jadis à tomber, Sharon Stone succombe à une vulgarité évocatrice de la Française Régine ». La Libre Belgique écrit : « Le problème du film, c'est qu'à l'apparence virtuelle de la belle Sharon, s'ajoute l'inconsistance de son partenaire. [...] En fait de thriller sexy, « Basic Instinct 2 » relève plutôt de la comédie. Volontaire ou involontaire ? C'est tout le suspense. » Le Soir prévient que « ceux qui s'attendent à un thriller érotique assez chaud seront déçus ».
La critique du Monde est plus clémente : « A prendre au premier degré, ce thriller [...] peut passer pour une ringardise. Vu comme un jeu sur les codes du film noir, en particulier les manipulations d'une femme fatale que Sharon Stone dote de tous ses charmes troubles [...], le film n'est pas désagréable à voir. Il renoue avec un type de scénarios dont Chandler donna le la et où, comme dirait Hitchcock, le méchant est réussi. » Le Figaroscope donne 3 étoiles sur 5 au film et précise : « Et si [Caton Jones] force parfois le trait de son héroïne, accumule les indices et les fausses pistes, charge l'intrigue, il y met une pincée d'humour, ce qui nous permet de mieux avaler cette histoire très tordue,. »

### Box-office
Basic Instinct 2 a coûté officiellement 70 millions, et n'a même pas atteint les 39 millions au box-office mondial (seulement 5 971 336 dollars sur le territoire américain). Le résultat est très éloigné du premier film de Paul Verhoeven, qui avait coûté à peine 50 millions et engrangé près de 353 millions en 1992. Interrogé sur le flop, le cinéaste néerlandais formula un commentaire diplomatique en parlant d'une Amérique de plus en plus conservatrice.

## Distinctions
Entre 2006 et 2007, Basic Instinct 2 a été sélectionné 14 fois dans diverses catégories et a remporté 8 récompenses,.

### Récompenses
| Année | Festivals de cinéma                 | Prix                                                   | Lauréat(es)                                             |
| ----- | ----------------------------------- | ------------------------------------------------------ | ------------------------------------------------------- |
| 2006  | Alliance of Women Film Journalists  | EDA Special Mention Award de la pire image de la femme | -                                                       |
| 2006  | Oklahoma Film Critics Circle Awards | OFCC Award du pire film évident                        | -                                                       |
| 2006  | Women Film Critics Circle Awards    | WFCC Award de la pire image de la femme                |                                                         |
| 2007  | Razzie Awards                       | Pire film                                              | Société de distribution Columbia et Michael Caton-Jones |
| 2007  | Razzie Awards                       | Pire suite ou préquelle                                | -                                                       |
| 2007  | Razzie Awards                       | Pire scénario                                          | Henry Bean et Leora Barish                              |
| 2007  | Razzie Awards                       | Pire actrice                                           | Sharon Stone                                            |
| 2007  | Yoga Awards                         | Pire actrice étrangère                                 | Sharon Stone                                            |

### Nominations
| Année | Festivals de cinéma           | Prix                      | Nommé(es)           |
| ----- | ----------------------------- | ------------------------- | ------------------- |
| 2006  | The Stinkers Bad Movie Awards | Pire film                 | -                   |
| 2006  | The Stinkers Bad Movie Awards | Pire suite                | -                   |
| 2006  | The Stinkers Bad Movie Awards | Pire actrice              | Sharon Stone        |
| 2007  | Razzie Awards                 | Pire réalisateur          | Michael Caton-Jones |
| 2007  | Razzie Awards                 | Pire couple à l'écran     | -                   |
| 2007  | Razzie Awards                 | Pire second rôle masculin | David Thewlis       |